# Middelnederlandse mystieke literatuur
Middelnederlandse mystieke literatuur  is een genre van de Nederlandse literatuur waarnaar ook wordt verwezen als de Middelnederlandse vrouwenmystiek. Het waren dan ook in hoofdzaak twee vrouwen die de toon zetten bij deze mystieke teksten: Hadewijch en Beatrijs van Nazareth. Beiden schreven, de een als begijn, de ander als non, hun mystieke ervaringen op met een duidelijk didactisch doel: hoe nog in dit leven God kon worden ervaren. Daarmee verschilden ze van de reguliere kerk, die pas heil beloofde in een leven na de dood. Mystieke ervaringen van vrouwen - een vorm van extase en overgave die gepaard ging met verlies van zelfcontrole - werden door de toenmalige katholieke kerk dan ook slechts argwanend geduld.
Die sonder Minne leven sijn dode— Hadewijch, 43e lied
De eerste vertegenwoordiger van mystieke literatuur, Beatrijs van Nazareth, beschreef haar liefde voor God in een heldere, eenvoudige stijl met soms verrassende expressieve heftigheid. Het enige werk dat we van haar hebben is Van seven manieren van heiliger minnen. Deze prozatekst beschrijft de zeven stadia van liefde tot zij gezuiverd en omgevormd kan terugkeren tot God. Hadewijch is een grote mystieke dichter. Ook in haar werk neemt de liefde voor God (haar minne) en vereniging met God een belangrijke plaats in. Bij Jan van Ruysbroec bestond de zoektocht naar God in het zoeken in de diepten van de eigen ziel. Hij beschreef dat proces als een soort spirituele ladder met drie onderscheiden fasen:
1. het actieve leven,
2. het innerlijke leven,
3. het contemplatieve leven

## Beatrijs van Nazareth
Beatrijs van Nazareth was een 13e-eeuwse Vlaamse cisterciënzernon die beschouwd wordt als de allereerste prozaschrijver in de Nederlandse taal. Als mystica schreef ze haar leer neer in Van seven manieren van heiliger minnen.
Beatrijs werd in 1200 geboren in Tienen als dochter van welgestelde ouders. Ze genoot een goede opvoeding, leerde Latijn en ging in 1215 het klooster in bij de cisterciënzerorde in de abdij van Bloemendael. Vanaf 1236 verbleef ze in het klooster Nazareth bij Lier. Ze werd priorin van dit klooster. En ze werd ook naar deze abdij vernoemd. Aan Beatrijs van Nazareth wordt het oudste Nederlandse proza toegeschreven dat volledig aan ons is overgeleverd. Ze schreef in het Middelnederlands een religieus traktaat. In Van seven manieren van heiliger minnen beschrijft ze zeven trappen en soorten van liefde waarbij de hoogste trap de eenmaking met God is. Vandaar dat er ook wordt gesproken over Beatrijs' "bruidsmystiek". Daarvoor schreef ze een liber vitae, een spiritueel dagboek. Dit is verloren gegaan.

## Hadewijch
Ay, in welken so verbaart die tijt (fragment)

Ay, in welken so verbaart die tijt
Ach, welk seizoen het ook is,

En es in al die werelt wijt
In de hele wereld is niets te vinden

Dat mi geven mach delijt,
Dat mij vreugde kan geven

Dan versus amor.
Behalve ware minne.
Hadewijch was een 13e-eeuwse dichteres en mystica die waarschijnlijk in het hertogdom Brabant woonde en leefde. Vaak wordt er naar haar verwezen als Hadewijch van Antwerpen. De teksten die we van haar hebben zijn in een Brabantse variant van het Middelnederlands geschreven.
Hadewijch schreef zowel poëzie als proza. Van haar leven is eigenlijk weinig met zekerheid bekend. Gezien haar goede opleiding wordt verondersteld dat ze afkomstig was uit een adellijke familie. Mogelijk bracht ze een deel van haar leven door in Nijvel. Wat wel zeker is, is dat haar literaire bloeiperiode viel in de eerste helft van de 13e eeuw. In een van haar brieven zegt ze zelf dat ze zich vanaf haar elfde levensjaar volledig ging wijden aan de dienst van de "liefde". Hiermee bedoelt ze niet de wereldlijke liefde, maar de liefde voor God. In haar geschriften benadrukt zij dat de menselijke ziel geschapen is naar het beeld van God, waardoor er nog tijdens het leven een intieme relatie met God mogelijk is. De ziel streeft er immers naar om terug herenigd te worden met haar oorsprong. Wat Hadewijch leerde viel niet in goede aarde bij de gevestigde leer van de kerk. Die stelde immers dat pas na de dood iets van een eeuwig leven mogelijk zou worden. Hadewijch zegt echter dat reeds op aarde dit eeuwige leven een aanvang neemt, en het is de liefde die dit mogelijk maakt:
"Van minnen es men God worden"
Werken van Hadewijch
- Brieven
- Mengeldichten
- Strofische gedichten
- Visioenen

## Jan van Ruusbroec

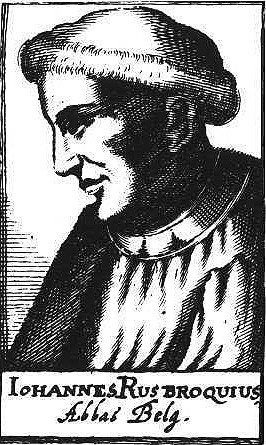
Middeleeuws portret van Jan van Ruusbroec

Een van de grootste Vlaamse mystieke schrijvers, Jan van Ruusbroec, werd in 1294 geboren te Ruusbroec aan de Zenne ten zuiden van Brussel. Op 11-jarige leeftijd ging hij in Brussel studeren bij een verre verwant, Jan Hinckaert, kanunnik van Sint-Goedele. Deze onderwees hem in theologie en filosofie. Van Ruusbroec werd in 1317 tot priester gewijd en was tot 1343 kapelaan aan de kerk van St. Goedele. Toen ging hij met Hinckaert en Coudenberch naar een kluis in het Zoniënwoud, waar hij zich overgaf aan een leven van arbeid en beschouwing. Deze kluis zou zich later ontwikkelen tot het Augustijner klooster Groenendael.
Tijdens zijn verblijf in Brussel had hij reeds  Die Chierheit der gheesteleker Brulocht voltooid. Daarop volgde in 1359 Spieghel der ewigher Salicheit, naar verluidt geschreven op verzoek van een non van St. Clara. Onder zijn werken wordt Van den gheestelijken Tabernacule het belangrijkste geacht; het is een voorstelling van van het mystieke ‘schouwende leven’, met name van de vereniging met God. Het Boec van seven Trappen wijst de opgang naar de zaligheid der beschouwing. Jan van Ruusbroec stierf op 2 december 1381 in Groenendaal.
Werken van Jan van Ruusbroec
Ruusbroec schreef zijn werken in een onvermengd Brussels Diets, met weinig Latijnse of Waalse woorden. Nog tijdens zijn leven werden ze al in het Latijn vertaald zodat ze ook buiten de landsgrenzen konden worden gelezen. Rond 1350 las men in Zuid-Duitsland al zijn hoofdwerk Die geestelike brulocht in het Duits.
- Die geestelike brulocht (ca. 1335)
- Vanden seven sloten (1346)
- Een spieghel der ewigher salicheit (1359)
- Dat rike der ghelieven (14de eeuw): een werk waarvan Ruusbroec de publicatie verboden had, maar dat zijn secretaris achter zijn rug om uitleende om te laten overschrijven.
- Vanden gheesteliken tabernakel (14de eeuw)
- Vanden XII dogheden (14de eeuw)
- Vanden blinckenden steen
- Dat boecksken der verclaringhe (ca. 1360): het 'boekje met de toelichting' dat Ruusbroec schreef op de vraag op welke wijze de mysticus verbonden was met God.
- Van seven trappen (ca. 1360)
- Vanden blinckenden steen of het mystieke zoonschap (voor 1343)
- Vanden kerstenen ghelove (voor 1343)
- Vanden vier becoringhen (voor 1343)
- Vanden twaelf beghinen (voor 1380)